# 대용 객차
대용 객차는 1953년에서 1960년대 초반까지 대한민국에 존재했던 객차이다. 한국 전쟁으로 많은 객차가 파괴되어 사용할 수 없게 되자, 수송력 부족을 만회하기 위해 유개화차를 개조해 객차로 썼다.

## 역사
- 1953년 12월 1일 : 40량 도입
- 1955년 : 518량 도입
- 1959년 : 102량 도입
- 1961년 : 255량 도입
- 이후 : 차관으로 도입한 객차나 신조된 국산 객차가 점차 늘며 폐지

## 종류
- 라형 객차 : 유개화차에 나무 의자와 창문, 화장실 설비를 설치했다.
- 마형 객차 : 유개화차에 나무 장의자와 환기용 창문 4개, 화장실 설비를 설치했다.

## 참고 문헌
- 변성우 외 (1999), 《한국철도차량 100년사》, 서울: 철도차량기술점검단, 708쪽.